# Intermação
Intermação é uma patologia provocada pela exposição excessiva ao calor.

## Sinonímia
- heat stroke syndrome (inglês)
- síndrome do golpe de calor
- calentura

## Conceito
A intermação é uma causa de hipertermia decorrente da dificuldade do corpo em se resfriar adequadamente num ambiente com calor excessivo. É uma emergência clínica com alto risco de morte. O diagnóstico e, consequentemente, o início do tratamento precoces podem melhorar o prognóstico.
Pode estar relacionada ou não a atividade física. Esta última é conhecida como forma clássica e geralmente afeta pacientes com condições médicas que impeçam o resfriamento e desta forma, não há mecanismo de proteção ao calor do ambiente. Pode ocorrer, por exemplo, em recém-nascidos ou em idosos, ou em pacientes com distúrbios neurológicos, mentais ou cardiopulmonares graves.

## Intermação relacionada ao exercício físico
A intermação relacionada ao exercício pode ocorrer principalmente em pessoas que se exercitam em ambientes bastante úmidos e/ou quentes. Isto pode ocorrer, por exemplo, em atletas, militares, mineiros e operários.
Em indivíduos com condições de estresse máximo por calor, o mecanismo de transpiração torna-se ineficiente e isto tende a piorar com a desidratação subsequente.

## Complicações
As complicações mais graves estão relacionadas com alterações do nível de consciência, complicações musculares (rabdomiólise), renais (insuficiência renal aguda), pulmonares, cardíacas, hepáticas, intestinais, entre outras. O paciente pode também sofrer de hemorragias decorrentes de coagulação intravascular disseminada.    

## Prevenção
A intermação relacionada a exercício pode ser prevenida através de adequada aclimatização do atleta, além de hidratação e vestuário apropriados. O tempo de aclimatação completa é discutível, variando de uma semana a meses.